# Valtellina

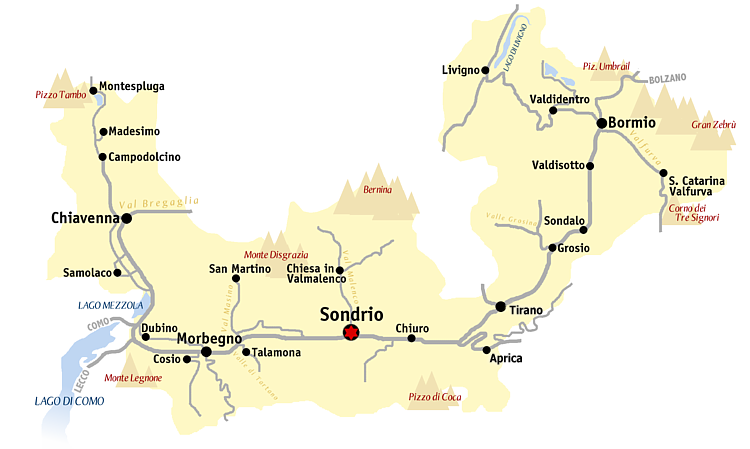
Mapa da Valtellina

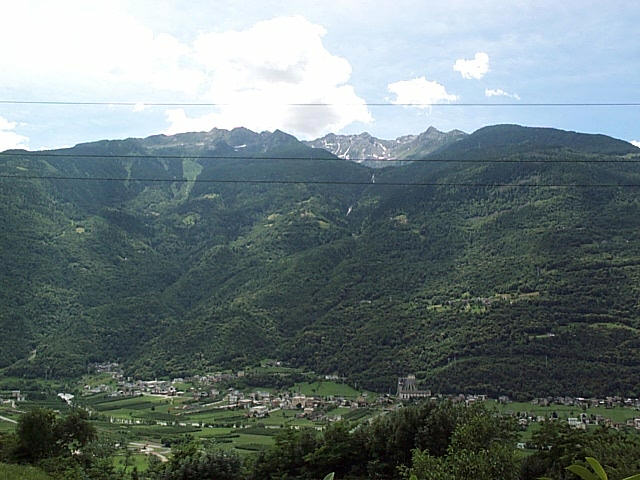
Tresivio, parte da Valtellina

Valtellina é um vale alpino, que corresponde à bacia hidrográfica do Rio Adda antes deste chegar ao Lago de Como, no norte da região italiana da Lombardia, na fronteira com a Suíça. Junto com a Valchiavenna formam a Província de Sondrio. Atualmente é conhecida como uma região de resorts para a prática de esqui, de spas termais e por seus queijos, principalmente o Bitto, e seus vinhos. Nos séculos passados, esta área era muito importante por se tratar de um ponto de passagem estratégico entre o norte da Itália e a Alemanha, sendo muito visado principalmente durante a Guerra dos Trinta Anos. Foi de suma importância também na formação do atual cantão dos Grisões, onde Georg Jenatsch teve papel fundamental.